# Auditorio Maurice Ravel
El Auditorio Maurice Ravel es una sala de conciertos ubicada en Part-Dieu, el 3er distrito de Lyon, Francia. Originalmente fue construido para la Orquesta Nacional de Lyon. También es uno de los primeros edificios en Francia construido con hormigón prensado.

## Acústica
El edificio fue construido sin un estudio acústico, en consecuencias sus dimensiones son reducidas para conciertos sinfónicos, su pared trasera cóncava y reflectante era otro problema. El escenario no tenía muros laterales, lo que dificultaba que los músicos se pudieran escuchar bien entre ellos. Eventualmente, se trató la pared para prevenir ecos fuertes. Finalmente, se instaló un sistema de mejora acústica Phillips para ayudar con la cobertura sonora y la reverberación.

## Órgano
En 1878, el reconocido fabricante francés de órganos, Aristide Cavaillé-Coll, fue comisionado para construir un órgano de conciertos para la sala del Trocadéro, bajo la supervisión del destacado organista y compositor Alexandre Guilmant. Debido al reducido tiempo, no pudo construir uno desde cero y tuvo que usar como base un órgano incompleto de tres teclados, originalmente destinado a la Iglesia de Notre-Dame en Auteuil, un distrito al noroeste de París.
El órgano se trasladó al Palais de Chaillot cuando el Trocadéro fue demolido y finalmente fue comprado por el gobierno de Lyon para el Auditorio.